# Flughafen Sarandsch

i8
i11
i13
Der Flughafen Sarandsch  (englisch Zaranj Airport, IATA-Code: ZAJ, ICAO-Code: OAZJ) ist ein nationaler Flughafen in Sarandsch in Afghanistan.

## Lage und Anfahrt
Der Flughafen liegt im iranisch-afghanischen Grenzgebiet, im nördlichen Teil der Stadt Sarandsch, etwa 190 Kilometer nordöstlich der Stadt Zahedan im Iran.

Der iranische Luftraum liegt nur etwa drei Nautische Meilen westlich des Flughafens.

## Fluggesellschaften und Ziele
Der Flughafen wird von mehreren Fluggesellschaften angeflogen.
- Pamir Airways nach Flughafen Herat
- Mayar Air nach Flughafen Kabul

## Unfälle
Am 18. Juni 1989 verunglückte eine, vom Flughafen Kabul kommende, Antonow 26 auf dem Weg nach Sarandsch. Dabei kamen 6 der 39 Insassen ums Leben.